# Боцвін Павло Петрович
Павло Петрович Боцвін (нар. 14 червня 1957, Київ) — український скульптор; член Спілки радянських художників України з 1988 року. Чоловік художниці Тетяни Давидової.

## Біографія
Народився 14 червня 1957 року у місті Києві. 1983 року закінчив Київський художній інститут, де навчався зокрема у Макара Вронського і Валентина Борисенка.
З 1983 року працював на Київському творчо-виробничому комбінаті «Художник». Жив у Києві в будинку на вулиці Мартиросяна, № 10/22, квартира № 1 та в будинку на вулиці Святослава Хороброго, № 4а, квартира № 4.

## Творчість
Працює у галузі станкової монументальної скульптури малих форм. Серед робіт:
- «Володимир Висоцький» (1983);
- «Студент із Руанди» (1987);
- «Вечір» (1988);
- «Катарсис» (1989);
- рельєфи на тему «Садко» у місті Лисичанську (1984);
- фонтан «Театр» (1990);
- пам'ятник жертвам голодомору і німецько-радянської війни у смт Драбові (1993);
- пам'ятник Матері (1995);
- «Вівтарна Пієта» у Києві (2002);
- пам'ятник жертвам нацизму у Києві, на території Бабиного Яру (2005, у співавторстві з Тетяною Давидовою).

Пам'ятника жертвам нацизму.

Брав участь у створенні монумента до 10-ї річниці Незалежності у Києві (2001).
Бере участь у всеукраїнських та міжнародних виставках з 1978 року. Персональні виставки відбулися у Кракові у 1991 році, Нюрнберзі у 1993 році, Києві у 1999 році.